# Okres Frýdlant
Okres Frýdlant je bývalý okres, který se nacházel na severu dnešní České republiky ve Frýdlantském výběžku. Jeho rozloha činila 378 km². Podle sčítání v roce 1938 zde žilo 36 650 obyvatel, z nichž téměř 94 % (konkrétně 34 350) byla německé národnosti a zbytek (2 300) české. Sčítání uskutečněné roku 1950 uvádí již pouze 24 023 obyvatel.
Správu v okrese vykonával okresní výbor se sídlem ve Frýdlantě. V jeho čele byli:
- Heinrich Ehrlich
- Bedřich Petrásek (1934)[3]
- Jiří Břehový (20. června 1945 – 7. listopadu 1945)
- Josef Slavík (8. listopadu 1945 – 2. července 1946)
- Karel Šubrt, novinář (3. července 1946 – 2. prosince 1948)
- František Kořínek, tesař (3. prosince 1948 – 12. ledna 1950)
- Vl. Maška, dělník (13. ledna 1950 – 22. listopadu 1951)
- Karel Lammer, kovář (6. prosince 1951 – 4. listopadu 1955)
- František Brandejský (11. listopadu 1955 – 27. května 1957)
- Maxmilián Pergler, učitel (28. května 1957 – 30. června 1960)

Na území tohoto politického okresu se nacházely dva okresy soudní, jeden také se sídlem ve Frýdlantu, druhý se sídlem v Novém Městě pod Smrkem.
O zrušení okresu se uvažovalo na konci roku 1948, avšak z důvodů zajištění bezpečnosti státu se od tohoto nápadu upustilo. Ke skutečnému zániku okresu tak (po více než sto letech) došlo až na základě zákona o územním členění státu č. 36/1960 Sb. ze dne 9. dubna 1960, který frýdlantský okres k 1. červenci 1960 sloučil s okresem Liberec. Pod liberecký okres přešla všechna sídla frýdlantského okresu s výjimkou osady Jizerka, která se stala součástí okresu Jablonec nad Nisou. Budova, v níž frýdlantský okresní výbor sídlil, byla předána zdravotnictví.
Roku 1957 byla s ohledem na jeho plánované včlenění do libereckého okresu zrušena také zdejší okresní vojenská správa (vznikla po reorganizaci roku 1954).